# Horch
Horch er en tidligere tysk bilproducent. Virksomheden blev grundlagt af August Horch & Cie i 1904.
Horch fremstillede større luksuriøse biler, men fik under den økonomiske krise i begyndelsen af 1930'erne økonomiske problemer og måtte indgå i den fusion, der i 1932 sammenlagde de fire bilmærker Horch, DKW, Audiwerke og Wanderer til Auto Union, forløberen for det moderne Audi.
Horch fortsatte som selvstændigt mærke under Auto Union indtil 2. verdenskrig. Efter krigen blev Auto Unions fabrikker i Sachsen overtaget af Sovjetunionen og senere af DDR's myndigheder. DDR's bilkonglomerat Industrieverband Fahrzeugbau (IFA) genoptog produktionen af Horch-biler i 1955, men opgav mærket allerede i 1958.
Auto Union blev efter krigen etableret på ny i Vesttyskland, men Auto Union benyttede ikke Horch-mærket for sine biler, der blev solgt under DKW-mærket og fra 1965 under Audi-mærket. Daimler-Benz købte i 1958 Auto Union, som blev videresolgt til Volkswagen i 1964, men Daimler-Benz beholdt Horch-mærket, som de dog overdrog til Audi i midten af 1980'erne uden at have brugt Horch-mærket. Audi har genoplivet mærket i 2021, hvor det anvendes i Kina som sub-brand for Audis flagskibsudgave af Audi A8, hvor bilen konkurrerer med Mercedes-Benz' Maybach-edition af S-klassen.

## Grundlæggelse og tiden indtil 1932
I november 1899 grundlagde August Horch firmaet Horch &. Cie med sin forretningspartner Salli Herz i Ehrenfeld nær Köln. Han havde tidligere arbejdet for Karl Benzsom produktionsleder. I 1900 fremstillede Horch sin første bil med den "stødfri motor", som han havde udviklet. Udvikling af nye biler var dyrt, og Horch havde behov for finansiel støtte. Efter ønske fra en investor flyttede Horch i 1902 virksomheden til Reichenbach im Vogtland i Sachsen, hvor firmaet fremstillede en firecylindret bil med 20 hk og med akseltræk. I 1904 blev virksomheden flyttet til Zwickau, også i Sachsen, hvor der blev etableret et aktieselskab, Horch & Cie. Motorwagenwerke AG som investorer investerede i. I Zwickau blev udviklet en sekscylindret bil, der blev introduceret på markedet i 1907.
Der blev i 1906 opnået succes med en vunden prestigefyldt motorsportkonkurrence, men der var uenighed i selskabets bestyrelse om, hvorledes successen skulle følges op. August Horch var på dette tidspunkt minoritetsaktionær, og måtte forlade selskabets bestyrelse som følge af uenighederne. August Horch grundlagde efterfølgende den 16. juli 1909 August Horch Automobilwerke GmbH in Zwickau, men måtte efter en retssag om retten til navnet Horch opgive dette navn, og han ændrede den 25. april 1910 navnet til Audi Automobilwerke. Audi er den latinske oversættelse af horch (da.: "hør" (at høre i bydeform)) Horch & Cie. Motorwagenwerke AG fortsatte som producent af biler, nu uden sin grundlægger August Horch.
Under 1. verdenskrig leverede Horch biler og lastvogne til den tyske hær.
I 1920'erne var selskabet ledet af hovedaktionæren Moritz Stauss fra Berlin, der gjorde Horch til et eksklusivt mærke, bl.a. ved at introducere kunst i selskabets markedsføring.
I 1923 blev Gottlieb Daimlers søn, Paul Daimler tilknyttet Horch som chefdesigner, hvor han stod for udviklingen af Horchs 8-cylindede motor. Den nye 8-cylindrede rækkemotor blev introduceret i 1926 i modellen 8 Typ 303(12/60 PS) som den første tyske serieproducerede 8-cylindrede bil. Horch producerede fra 1927 alene 8-cylindrede modeller, der blev solgt som "8" med en typebetegnelse efter sig.
Horch producerede luksuriøse modeller, der var kendt for deres mekaniske overlegenhed, og de blev kendt for sloganet "Når motoren kører, forbliver blyanten eller mønten lodret på motorhjelmen". De luksuriøse modeller solgte godt i slutningen af 1920'ernes Tyskland, og virksomheden udviklede i 1929 en 6 liter 12-cylindret motor til Horch 670, der blev præsenteret i Paris i 1931 med dobbelte karburatorer, indsugningslyddæmper, synkron gearkasse med overdrive, hydrauliske bremser, varmeanlæg, oplyst instrumentbræt, firehjulstræk, tyverisikring og meget mere. Den 12-cylindrede model blev fra 1932 også solgt som sedan som Horch 12-600.
Markedet for luksusbiler led imidlertid hårdt under den økonomiske krise, der ramte Tyskland under Depressionen, og Horch kom i betydelige økonomiske vanskeligheder. Sachsen Statsbank, der havde finansieret bilindustrien i Sachsen, ønskede en konsolidering af bilindustrien i Sachsen og gennemtvang en fusion mellem Zschopauer Motorenwerke J. S. Rasmussen, der fremstillede biler under mærket DKW, Audi (der var blevet købt af Zschopauer Motorenwerke J. S. Rasmussen i 1928), og Wanderer. Den fusionerede virksomhed blev lagt sammen i 1932 under navnet Auto Union.

### Modeller fra tiden indtil 1932
- Horch 10-12 PS fra 1902
- Militær lastbil i 1916
- Horch 8 303 (1926-1927)
- Horch 8 350 (1928-1931)
- Horch 8 470 (1931)

## Tiden under Auto Union
Auto Union fik fire ringe som logo og fortsatte med at sælge sine biler under de fire mærker Horch, DKW, Audi og Wanderer. Horch var fortsat et luksusmærke med V8-motorer, men bilerne blev efter 1932 mindre end tidligere som følge af de økonomiske konjunkturer.
Økonomien stabiliserede sig i Tyskland i 1930'erne og Horch blev det førende tyske luksusmærke med salg, der langt overgik Mercedes-Benz og Maybach. I 1936 havde Horch i Zwickau produceret mere end 25.000 af de 8-cylindrede Horch 8-modeller.
Horch 8-serie blev i 1935 afløst af Horch 850-modeller. 850-modellerne blev fremstillet i flere varianter, der fik forskellige numre (850/851/853/855/951), men som alle var drevet af en 8-cylindret 5 liters rækkemotor. I serien indgik og Horch 853, en sportscabriolet med 120 hk, som bl.a. Herman Göring kørte.
Auto Union blev et kendt mærke inden for motorsport i 1930'erne med deres "Silberpfeile" (da.: "Sølvpile"), der blev udviklet på Horchs fabrik i Zwickau mellem 1933 og 1939 og som vandt 25 grand prix løb mellem 1935 og 37.

### Modeller under Auto Unions ejerskab (1932-1940)
- Horch 830BL Cabriolet (1936)
- Racerbilen Auto Union Typ C (1936)
- Horch 853 fra 1937
- Horch 930 V Phaeton (1939)

### Under 2. verdenskrig
Auto Union leverede under 2. verdenskrig materiel til den tyske hær, og Horchs fabrikker leverede bl.a. passagerbilerne Horch 108, Horch 901 og Wanderer 901 samt panserkøretøjerne Sd.Kfz. 222 og Kfz. 11.
Produktion af Horchs civile køretøjer ophørte i 1940, og fabrikken i Zwickau koncentrerede sig alene om leverancer til Aksemagterne. Udover leverancer til den tyske hær blev også leveret køretøjer til den rumænske hær, der købte 300 Horch 901 4x4 køretøjer, der blev anvendt i Rmæniens anti-tank enheder..
Ved stiftelsen af Auto Union i 1932 havde Sachsens Stasbank indsat Dr. Richard Bruhn som formand for saleskabet. Bruhn havde i 1933 meldt sig ind i nazipartiet, og Auto Union havde op igennem 1930'erne tætte forbindelser til den tyske regering. I forbindelse med omlægningen af produktionen til produktion af militærkøretøjer og motortorer til Luftwaffes fly indgik Auto Union en aftale med SS om brug af 3.700 kz-fanger fra nærliggende koncentrationslejre om udførelse af slavearbejde for Auto Union og Horch. Andre 16.500 slavearbejdere, der ikke var indsat i koncentrationslejre blev ligeledes brugt af Auto Union på fabrikkerne i Zwickau og i Chemnitz, hvortil kom brug af 18.000 slavearbejdere på Auto Unions fabrik i Bayern. 
Zwickau var et industricenter i Nazi-Tyskland og bl.a. Auto Unions fabrikker, der var en vigtig del af den tyske rustningsindustri var et militært mål. Fra maj 1944 og til krigsafslutningen blev Zwickau udsat for intensive amerikanske luftbombardementer, efterfulgt at massiv artilleribeskydning, da de amerikanske tropper nærmede sig byen i april 1945. Ved slutningen af 2. verdenskrig var Horchs fabrik i Zwickau kraftigt beskadiget af bombardementerne. Amerikanske styrkede rykkede ind i Zwickau i april 1945. Ved krigens afslutning indgik Sachsen i den sovjetiske besættelseszone, og de amerikanske tropper forlod Zwickau, der herefter blev besat af Sovjetunionen.
Auto Unions topledelse var flygtet til de vestlige besættelseszoner, hvor de efter krigens afslutning grundlagde et nyt Auto Union med støtte fra Bayerns regering og med midler fra den amerikanske Marshallhjælp. Det nye vestlige Auto Union benyttede imidlertid ikke Horch-mærket for sine køretøjer. Økonomien i de første år i efterkrigstidens Vesttyskland var ikke til luksusbiler, og det nye Auto Union koncentrerede sig i stedet om at producere de mindre og lette totaktsmotorede biler under DKW-mærket, der også inden krigen havde været de absolut mest sælgende af Auto Unions fire mærker.

## Produktion i DDR
Da den Røde hær rykkede ind i Sachsen, blev Auto Unions fabriksanlæg beslaglagt og betragtet som krigsbytte. På trods af, fabrikken havde taget skade af de mange luftangreb, lykkedes det at genoptage produktionen allerede i 1945. Det første, der blev produceret på fabrikken var en trailer, SAW Horch, der blev produceret ved brug af resterende chassisser fra den tidligere produktion af de pansrede mandskabsvogne til den tyske hær. Trailerne blev solgt fra den 1. maj 1946. Fabrikken var blevet nationaliseret og overtaget af et nyt "folkekontrolleret" selskab VEB HORCH Kraftfahrzeug- und Motorenwerke Zwickau, der i 1948 genoptog produktion af traktoren Typ RS01 og lastbien Typ H3. Fabrikken byggede endvidere flere biler til de sovjetiske besættelsesstyrker baseret på fabrikkens restlagre.
Ved oprettelsen af DDR i den sovjetiske besættelseszone i 1949 blev etableret DDR's statsorgan for motorkøretøjsproduktion Industrieverband Fahrzeugbau (IFA), der overtog kontrollen med de enkelte fabrikker i DDR. I 1950 begyndte fabrikkens produktion af lastbilen IFA H3A, hvortil der var udviklet en ny dieselmotor.
DDR's regering pålagde fabrikken at udvikle en ny luksusbil, og 1954 præsenterede fabrikken for Walter Ulbricht på dennes fødselsdag den nye personbil Horch P 240 "Sachsenring". Den sekscylindrede bil blev masseproduceret fra 1956. Det nye Auto Union i Vesttyskland havde imidlertid sagsøgt myndighederne vedrørende brugen af navnet "Horch", og havde opnået medhold i, at myndighederne i DDR ikke kunne benytte Horch-mærket for sine biler. Det østtyske selskab skiftede derfor i februar navn til VEB Sachsenring Kraftfahrzeug- und Motorenwerke Zwickau, og Horch P 240 blev herefter solgt som Sachsenring P 240.
Den 1. maj 1958 besluttede SED i DDR, at fusionere VEB Automobilwerk Zwickau (AWZ) (tidligere Audis fabrik) med for at danne VEB Sachsenring Kraftfahrzeug- und Motorenwerke Zwickau for at danne VEB Sachsenring Automobilwerke Zwickau. Derved blev resterne af de to virksomheder, som August Horch havde grundlagt forenet. Efter fusionen blev den sidste bil udviklet af Horch-fabrikken, Sachsenring P 240, prydet med et buet S (S som varemærke for Sachsenring) i stedet for det kronede H. Den sovjetiske militæradministratin i DDR havde i 1958 forbudt eksport af P 240-modellen, og DDR indstillede derfor produktionen af den sidste Horch-model samme år. Produktionen på fabrikken, der nu var drevet af VEB Sachsenring Automobilwerke Zwickau blev herefter rettet mod produktion af Trabant.
Efter DDR's sammenbrug og den tyske genforening blev fabrikken i Zwickau overtaget af Volkswagen i 1991.
Der er i dag indrettet et Horch-museum på den tidligere Audi-fabrik i Zwickau.

## Horch mærket i dag
Horch-mærket blev ved fusionen i 1932 overtaget af Auto Union. Efter krigen blev mærket anvendet af DDR's myndigheder, men efter en retssag anlagt af den reorganiserede Auto Union i Vesttyskland ophørte brugen i DDR, og det nye Auto Union fik etableret retten til mærket. Auto Union anvendte dog ikke mærket for sine modeller, der blev solgt under mærket DKW.
Daimler-Benz overtog i 1958 Auto Union og derved også Horch-mærket. Da Daimler-Benz i 1964 videresolgte Auto Union til Volkswagen gik alle Auto Unions mærker med over til Volkswagen, bortset fra Horch-mærket, som Daimler-Benz beholdt uden dog at anvende mærket. I midten af 1980'erne overdrog Daimler-Benz imidlertid mærket til Volkswagen/Audi mod til gengæld at opnå erklæring fra Audi om ikke at anvende mærket "Silberpfeil" ("Sølvpil") for nogen moderne Audi racerbil.
Audi anvendte imidlertid ikke Horch-mærket før end i 2021, hvor Audi har benyttet Horch-mærket som sub-brand til Audis A8 i en luksusudgave på det kinesiske marked.